# Peraj (gmina Golaj)
Peraj – wieś położona w północnej części Albanii w gminie Golaj. Wieś znajduje się 116 kilometrów od stolicy państwa, Tirany.

## Demografia
Według spisu ludności z 1989 roku we wsi Peraj mieszkało 243 mieszkańców.